# Коррентинасо
Коррентинасо (исп. Correntinazo) — волнения в аргентинском городе Коррьентес, вызванные 500 % увеличением платы за обучение в университете, вылившиеся в столкновения 15 мая 1969 год в результате которых был убит студент Хуан Хосе Кабраль. Эти события вызвали недовольство диктаторским режимом Хуана Карлоса Онганиа в широких массах людей, что проявилось в последующих восстаниях «росариасо» и «кордобасо».